# SAY'S
SAY'S（セイズ）は日本の音楽ユニットで、光GENJIの派生ユニットである。メンバーは諸星和己を除くGENJIのメンバー4人によって構成される。

## 概要
- 光GENJIのメンバーを年齢順・誕生日順に並べた際に、若い方から数えた4人で結成されたユニットである。
- グループ名の由来は、メンバーそれぞれの苗字のイニシャルから。（S：佐藤敦啓、A：赤坂、Y：山本、S：佐藤寛之）。このメンバーの頭文字を使ってグループ名にする方式はジャニーズ事務所においては彼らが先がけとされ、後に結成された事務所の後輩グループであるKAT-TUN、Kis-My-Ft2、NYCにも採用されている。
- 母体となるグループから内部ユニットが派生するスタイルはKis-My-Ft2（舞祭組）などにも見られる。
- 光GENJIの時はコンサートでもあまり話す機会のない4人だが、4人だけでの場面では皆の発言回数は多く、主に赤坂が仕切り担当となっていた。
- GENJIから諸星和己を抜いた形のユニットということで、5人から4人になるのはどのような感じかを聞かれた際には、「4人平等なラインに立って何する時にも一緒に出てますから、力強いってのはありますよね」と赤坂が答えている。また山本は「SAY’Sにリーダーは居ない」と発言している。
- 「WE ARE THE CHAMP」でバックコーラスを担当したJ. WorldはSAY’Sの主導で結成したサッカーチームのこと。メンバーはSMAPの6人・デビュー前のTOKIO(この当時は城島茂・山口達也・国分太一・松岡昌宏・小島啓)の5人・TOKIO加入前の長瀬智也・デビュー前のKinKi Kids(堂本光一・堂本剛)の2人・後のV6の井ノ原快彦の計15人であった。
- その頃、大人向けのバラード曲などが増えていた光GENJIとは異なり、光GENJIが初期に持っていた学生や低年齢層向けの明るいイメージを引き継いだユニットであるとされていた。そのためか、忍たま乱太郎に関する曲やひらけ!ポンキッキの使用曲「クレヨンで描いたタイムマシン（Meet Meのカップリング）」など、子供向け番組の曲を歌うこともあった。しかし、光GENJIのシングル曲のカップリングとして出されているものに関しては、「サヨナラと言えなくて（君とすばやくSLOWLYのカップリング）」に代表されるように、どちらかというと大人向けの雰囲気のものが多かった。
- 1994年8月に佐藤寛之が光GENJIを脱退したことにより、SAY’Sは自然消滅となった。

## メンバー
|                                    | プロフィール                | 備考 |
| ---------------------------------- | --------------------------- | --- |
| S 佐藤敦啓 （さとう あつひろ）     | 1973年8月30日（51歳）、A型  | 現在は佐藤アツヒロに改名。光GENJI解散後ソロ活動，現在はジャニーズ事務所（現：SMILE-UP.）→STARTO ENTERTAINMENTに所属。 |
| A 赤坂晃 （あかさか あきら）       | 1973年5月8日（52歳）、B型   | 光GENJI解散後ソロ活動，2007年10月に不祥事を起こし、ジャニーズ事務所を懲戒解雇されている。                             |
| Y 山本淳一 （やまもと じゅんいち） | 1972年2月28日（53歳）、B型  | 光GENJI解散後ソロ活動，2002年2月にジャニーズ事務所退所。                                                              |
| S 佐藤寛之 （さとう ひろゆき）     | 1970年11月2日（54歳）、AB型 | 1994年光GENJI脱退，ジャニーズ事務所退所。                                                                             |

## 作品

### シングル
| ＃ | 発売日        | タイトル                                   | カップリング     |
| -- | ------------- | ------------------------------------------ | ---------------- |
| 1  | 1993年4月22日 | 曇りのち晴れ                               | STARDUSTに乗って |
| 2  | 1993年7月14日 | WE ARE THE CHAMP （SAY'S and J.World名義） | －               |
| 3  | 1994年3月25日 | HAPPY ROAD                                 | －               |

### アルバム
| ＃ | 発売日        | タイトル                   |
| -- | ------------- | -------------------------- |
|    | 2002年8月21日 | Myこれ! クションSAY'S BEST |

### 映像作品
| ＃ | 発売日       | タイトル                                       |
| -- | ------------ | ---------------------------------------------- |
| 1  | 1994年6月2日 | HAPPY ROAD SHOW!                               |
| 2  | 2004年3月3日 | FIRST SOLO CONCERT 寛之・山本・赤坂・敦啓 1994 |